# Slaget vid Punitz
Slaget vid Punitz var ett slag under stora nordiska kriget den 28 oktober 1704 i vilket Sverige besegrade Sachsen.

## Bakgrund
I augusti 1704 marscherade Karl XII till Lemberg, som intogs efter en kort belägring. August den Starke, som slog läger i Sandomir, drog nytta av detta tillfälle genom att marschera till Warszawa, där han ockuperade staden och tillfångatog 1 500 svenskar. När Karl XII återvände till staden under oktober drog sig August tillbaka till Kraków. General Schulenburg försökte med 4 000 infanteri och 900 ryttare att korsa floden Oder och fly till Sachsen, men dessa blev jagade av Karl XII, som med 3 000 ryttare förföljde dem till staden Punitz den 28 oktober.

## Slaget
Schulenburg hade tolv bataljoner fotsoldater och fyra skvadroner ryttare, totalt endast 4900 soldater som han hade bråttom att mobilisera. Han tog ställning på ett fält framför byn Janitz väster om Punitz. Sachsarnas vänsterflygel skyddades av Pynitz, och högerflygeln var skyddad av ett oframkomligt träsk. Centern skyddades av ett dike med en vagnborg bakom den. Mellan vagnborgen placerade Schulenburg sina kanoner. Karl XII hade fyra dragonregementen. Fem ytterligare regementen kunde inte nå slagfältet i tid, så kungen kunde endast uppbåda 3 000 ryttare av 7 000 i hans armé.
Först attackerade svenskarna det sachsiska kavalleriet, som snabbt jagades iväg. Det sachsiska infanteriet lyckades hålla tillbaka svenskarnas inledande anfall, tack vare att Schulenburg ställde upp sina soldater i en stor fyrkantsformation. När de fem svenska regementena anlände till slagfältet under kvällen anföll svenskarna på nytt. Sachsarna attackerades från alla håll, och svenskarna koncentrerade sig på att anfalla luckorna i fiendens led. Svenskarna sprängde den sachsiska häravdelningen, men sachsarna svarade detta med sina kraftfulla muskötsalvor. Vid detta tillfälle retirerar svenskarna till närliggande Punitz i skydd av mörkret. Sachsarna kunde då framgångsrikt dra sig tillbaka från striden.

## Följder
Sachsarnas förluster uppgick till 500 man döda, sårade och tillfångatagna samt tre kanoner, medan svenskarnas uppgick till 100 till 300 döda och sårade. Svenskarna tillfångatog de sachsare som skadades under striden, samt erövrade sachsarnas kanoner och tross. Trots förlusterna lyckades sachsarna korsa floden Oder. Karl XII förföljde sachsarna till Glogau, för att sedan återvända till Polen för att slå vinterkvarter vid Ravitz på den sachsiska gränsen. Han hotade Sachsen och hindrade August, som befann sig i Polen, för att få kontakt med Sachsen. Han skulle stanna kvar där i åtta månader.

## Deltagande svenska regementen
- Livdragonregementet (420-450 man)
- Krassows dragonregemente (700-750 man)
- Dückers dragonregemente (420-450 man)
- Södra skånska kavalleriregementet (700-750 man)

Förstärkningar
- Svenska Adelsfanan (560-600 man)
- Nylands och Tavastehus läns kavalleriregemente (700-750 man)
- Upplands ståndsdragonregemente (700-750 man)
- Pommerska kavalleriregementet (420-450 man)
- Bremiska kavalleriregementet (420-450 man)[1]